# Aleksander Aleksandrovič Karelin
Aleksander Aleksandrovič Karelin (rusko Александр Александрович Карелин), ruski rokoborec in politik, * 19. september 1967, Novosibirsk.